# Hallbergmoos
Hallbergmoos é um município da Alemanha, no distrito de Frisinga, na região administrativa de Oberbayern , estado de Baviera.

## Demografia
Evolução da população (em 31 de dezembro de cada ano):
| ano  | população |
| ---- | --------- |
| 1960 | 2.771     |
| 1970 | 2.903     |
| 1980 | 3.534     |
| 1990 | 4.822     |
| 2000 | 7.287     |
| 2001 | 7.545     |
| 2002 | 7.817     |
| 2003 | 7.944     |
| 2004 | 8.252     |
| 2005 | 8.409     |
| 2007 | 8.800     |